# Dorfkirche Retgendorf

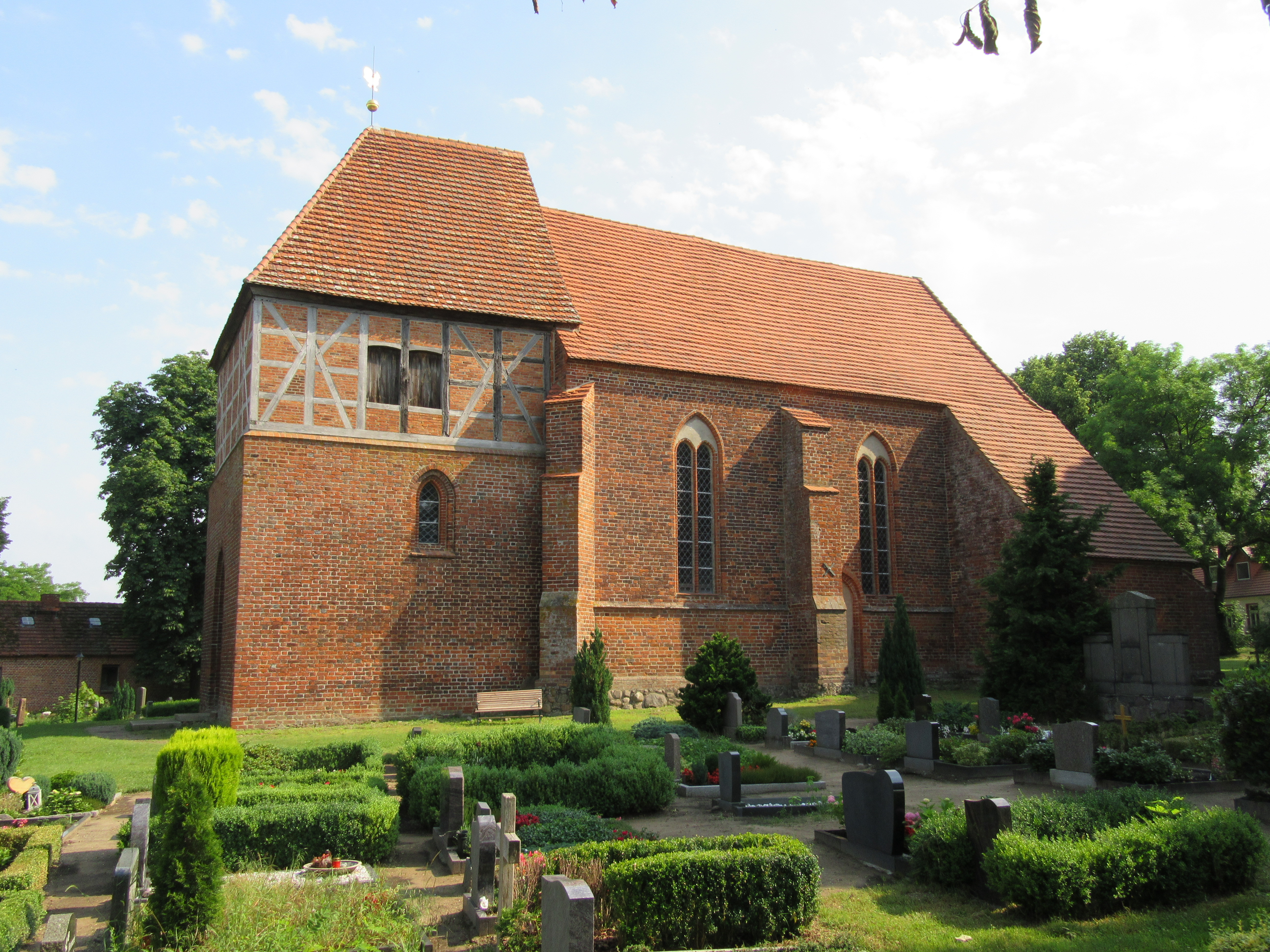
Dorfkirche Retgendorf, 2016

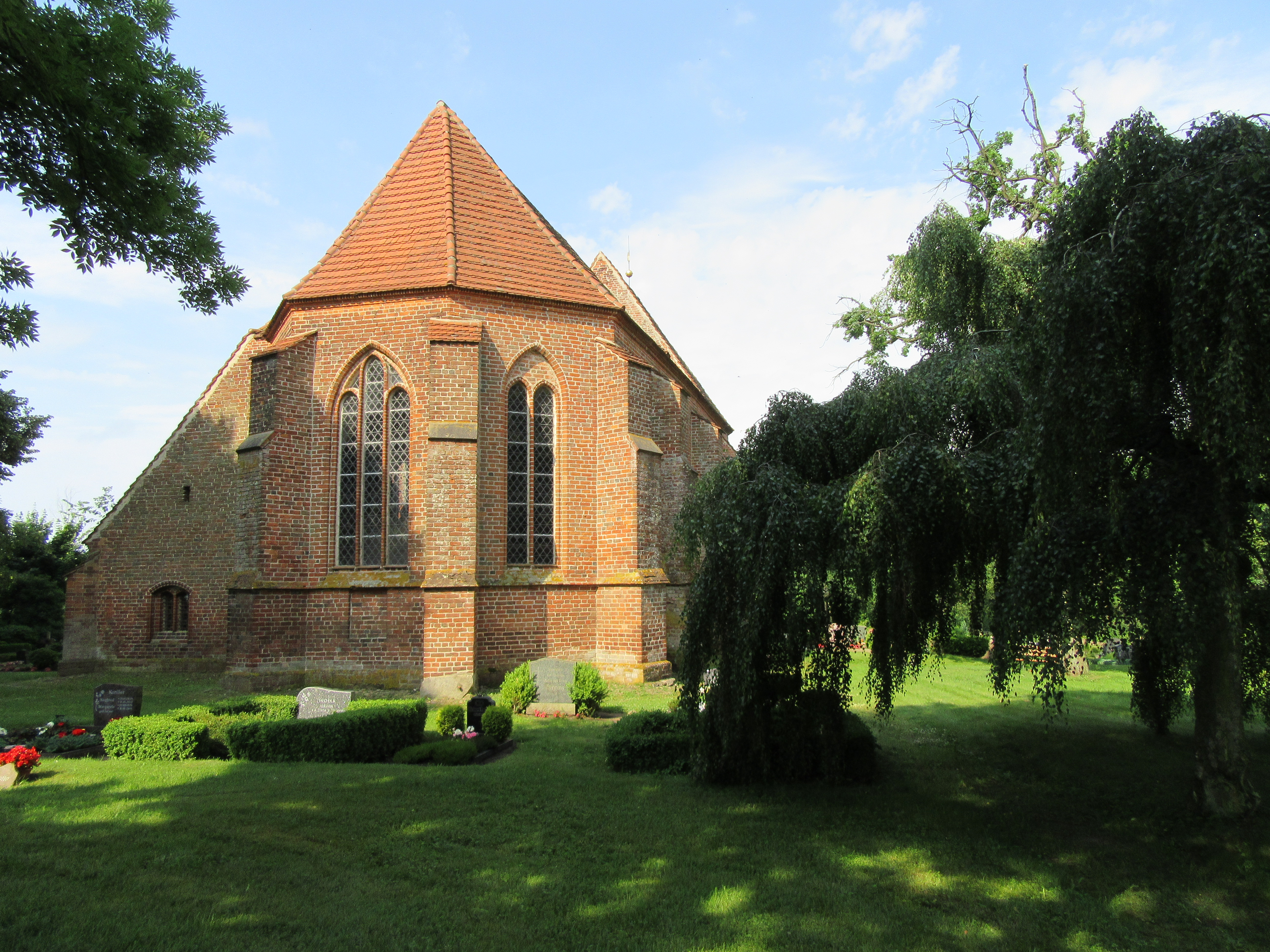
Ansicht von Osten, 2016

Die evangelische Dorfkirche Retgendorf ist eine gotische Backsteinkirche im Ortsteil Retgendorf von Dobin am See im Landkreis Ludwigslust-Parchim in Mecklenburg-Vorpommern. Sie gehört zur Kirchengemeinde Zittow-Retgendorf in der Propstei Wismar im Kirchenkreis Mecklenburg der Evangelisch-Lutherischen Kirche in Norddeutschland (Nordkirche).

## Geschichte
Die am östlichen Ufer des Schweriner Sees liegende Kirche und Pfarre zu Retgendorf (Retekendorp) wurde erstmals am 28. Dezember 1241 urkundlich erwähnt. Dietrich, Bischof von Schwerin, bestätigte die Pfarre und bestimmte den Umfang und die Abgaben jenes Pfarrsprengels. Dieser umfasste die heute zu Dobin am See gehörigen Dörfer Flessenow, Schlagsdorf, Liessow, Tessin und Buchholz. Um 1350 gehörte das Kirchlehen Retgendorf der Gräfin Elisabeth von Schwerin und um 1370 kam die Einpfarrung des Dorfes Holdorf hinzu. Die letzte Vermehrung erfolgte 1782 durch das Dorf Rubow.
Schon Anfang des 14. Jahrhunderts saß hier das alte Geschlecht derer von Sperling. Auf Rubow und Schlagsdorf folgten weitere stattliche Güter. Als sie zwischen 1560 und 1570 mit ihren Bauern in Retgendorf Streit hatten, musste die oberste Gerichtsbarkeit des Herzog Ulrich aus Güstrow schlichten. Um 1753 wechseln einige Güter ihren Besitzer, neu waren nun hier Peter Gabriel von Rosenschantz und Major Adolf Ludwig von Spörcken. 1792 erwarb der Oberhofmarschall und Kammerherr Bernhard Joachim von Bülow die Dörfer Retgendorf, Flessenow, Neu Schlagsdorf und Ventschow. Seine Grabplatte steht noch in der Retgendorfer Kirche. 1832 ging Retgendorf an Ernst Karl Christoph von Schack und 1887 an Ludwig Diestel.

## Baugeschichte
Der Bischof Dietrich (Theoderich) von Schwerin sagt in der Urkunde vom 28. Dezember 1241, durch welche er die Pfarre dotiert, „daß er die Kirche, welche auf dem Grund und Boden der verwittweten Gräfin Audacia von Schwerin erbauet sei, geweiht habe“ (quod nos vocati ad ecclesiam in Retkendorpe dedicandam). Da der Priester noch nicht benannt war, so vermochte der Bischof die Gräfin, dass sie zur Unterhaltung des Pfarrers zwei Hufen in Retgendorf hergab, diese bestätigte der Bischof in Gegenwart des Grafen Gunzelin von Schwerin durch die erwähnte Urkunde. Die Kirche ist also ohne Zweifel im Jahre 1241 fertig und geweiht worden.
Der jetzige Backsteinbau ist kaum vor der Mitte des 14. Jahrhunderts entstanden. Die Kirche besteht aus einem zweijochigen Schiff mit Kreuzrippengewölben und dem nicht besonders abgesetzten einjochigen Chor mit Fünfachtelschluss. Die ebenfalls gewölbte, gleichzeitig entstandene Sakristei ist auf der Südseite angebaut.
Der Schweriner Archivrat Friedrich Lisch machte bei seiner Beschreibung der Kirche zu Retgendorf und der Kapelle zu Buchholz 1856 auf die sehr merkwürdige äußere Bemalung der Eichenholztür in der Haupteingangspforte mit einem großen mecklenburgischen Stierkopf aufmerksam. In den Umrissen war die im „alten Style gehaltene goldene Krone zu erkennen. Diese Verzierung ist wohl sicher ein Zeichen, daß die Kirche zur Zeit der mecklenburgischen Herrschaft, also nach dem Jahre 1359, nach dem Ankaufe der Grafschaft Schwerin durch die Herzoge von Mecklenburg erbaut worden sei, vielleicht ist die Kirche sehr bald nach dem Jahre 1359 vollendet, indem man durch Anbringen des einfachen Stierkopfes ohne andere Wappenzeichen die neue Herrschaft deutlich bezeichnen wollte“.
1793 erfolgten verschiedene Reparaturen an der Kirche. 1802 wurde der Kirchturm erneuert und nach umfangreichen Restaurierungen konnte die Kirche am 25. Oktober 1857 wieder geweiht werden. Unter Pastor Sarnighauen erfolgte 1903 der Bau des neuen Pfarrhauses. Umfassende Restaurierungen in der Kirche erfolgten 1965 bis 1966 zur 600-Jahr-Feier. Von 1982 bis 1983 erfolgte die Neueindeckung des Kirchendaches. Bei der Außensanierung der Fassaden von 1985 bis 1986 wurden auch die Bleiverglasung der Fenster und der Sockelbereich mit dem Traufpflaster erneuert sowie an der Südfassade die Priesterpforte wieder hergestellt. 1991 wurde der Turm komplett saniert. 1996 zeigten sich erste Risse in den Gewölben. Eine umfassende Sicherung und Sanierung des Dachstuhls und der Gewölbe erfolgte in den Jahren 2001 bis 2004.

### Äußeres
Das Langhaus und der Chor des im wendischen Verband gemauerten Backsteinbau ist noch mit abgetreppten Strebepfeilern versehen worden. Und das nach vorn abgewalmte Satteldach wurde mit Biberschwanzdachziegeln neu eingedeckt. An der Nord- und Südseite sowie dem Chor befinden sich je zwei schlanke zweibahnige Spitzbogenfenster. Das mittlere Chorfenster ist dreibahnig ausgeführt. An der Südseite zum Chor befindet sich die zeitgleich angebaute Sakristei mit einem Pultdach.
Die Kirche hatte an jeder Längsseite und am Turm eine Pforte als Eingangsportal.
Das nördliche recht hohe Portal besitzt profilierte Gewände. Dem Pfarrhof gegenüber befindet sich die Haupteingangspforte. Das Südportal wurde zugemauert.
Der vorgesetzte, im polnischen Verband gemauerte, zweigeschossige Westturm ist mittelalterlich. Der aufgesetzte Glockenstuhl in Fachwerk entstammt dem 18. Jahrhundert. Der durch das Fachwerk ausgebildete Turmaufsatz hat einen vermutlich früher geplanten Turmbau ersetzt, da heute noch an der Westwand des Kirchenschiffes links und rechts jeweils in einer Breite von ca. einem Meter abgebrochene Ziegel zu erkennen sind, die auf ein solches Vorhaben schließen lassen.
Das nach vorn abgewalmte Satteldach wurde mit Biberschwanzdachziegeln neu eingedeckt und hat auf dem Dachfirst eine Kugel mit Wetterhahn.

### Inneres

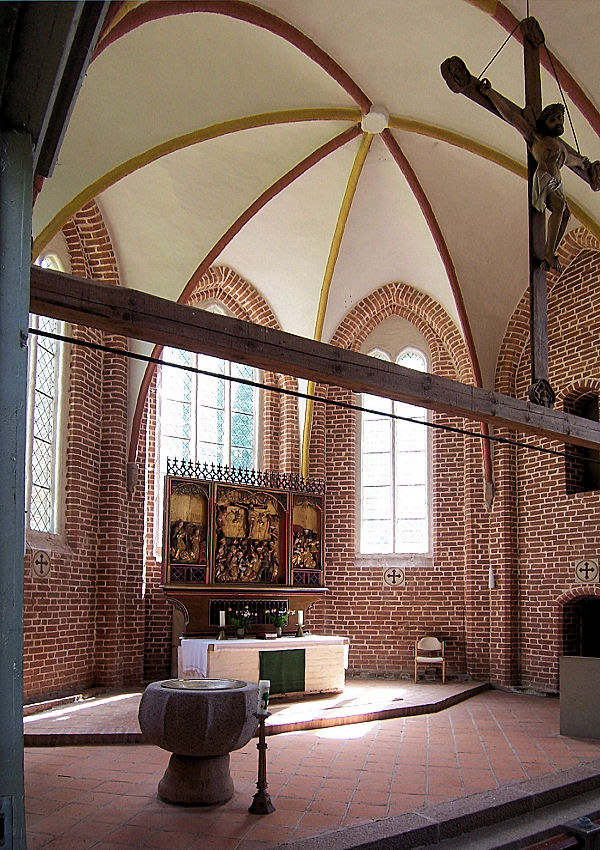
Chorraum, 2008

Das Kircheninnere wird sehr stark durch die in der Mitte des 20. Jahrhunderts durchgeführte Restaurierung mit den Fassungen des 19. Jahrhunderts geprägt. Das Schnitzwerk in der Kirche ist beachtenswert.

#### Altar
Zu Beginn des 16. Jahrhunderts entstand der Schnitzaltar als Flügelaltar, der im Mittelschrein eine figurenreiche Kreuzigungsdarstellung zeigt. In den Seitenflügeln befinden sich je ein Schnitzrelief, links die Verkündigung an Maria und rechts die Anbetung der drei Könige. Für diese Kernthemen aus dem Neuen Testament hat der Holzschnitzer auf ein großes Figurenensemble zurückgegriffen. Im Zentrum steht der leidende Jesus. Maria Magdalena umfasst flehend das Kreuz, während Maria von Johannes und der Mutter des Jakobs gestützt wird. Die Pharisäer sind da und Soldaten, die Jesus noch im Todeskampf quälen. Im linken Flügel sind der Erzengel Gabriel und Maria zu sehen. Im rechten Flügel sind Joseph, Maria mit dem Jesuskind, Balthasar mit Myrrhe, Caspar mit Weihrauch und Melchior mit Gold zu sehen. Im Mittelschrein am Kreuz Jesus, links und rechts je ein Engel und ein Räuber. Im unteren Teil des Kreuzes sind folgende Figuren von links dargestellt: ein Schriftgelehrter, Maria die Mutter des Jakobus, Johannes, Maria, Marias Schwester, Maria Magdalena, Pharisäer, römischer Soldat mit der Lanze, römischer Soldat, Pharisäer, römischer Hauptmann,  römischer Soldat und zwei weitere Pharisäer.
Die Fassung der mittelalterlichen Figuren wurde im 19. Jahrhundert erneuert. Sie gehören zu den besseren Schnitzwerken im Lande. Die Rückwände sind nicht bemalt worden. Vor 1850 hatte der Altartisch noch eine Platte aus poliertem Stuck, in welcher fünf bischöfliche Weihekreuze in zierlicher Form eingeritzt waren. Mit der Restaurierung des 500 Jahre alten Altars wurde im Sommer 2019 durch den Restaurator Heiko Brandner aus Rostock begonnen.

#### Skulpturen
Zu nennen ist weiter eine Triumphkreuzgruppe von etwa vier Metern Höhe aus dem 15. Jahrhundert mit einem erneuerten Triumphbalken im Chor, die Enden des Auflagekreuzes sind mit den Symbolen der Evangelisten verziert worden.

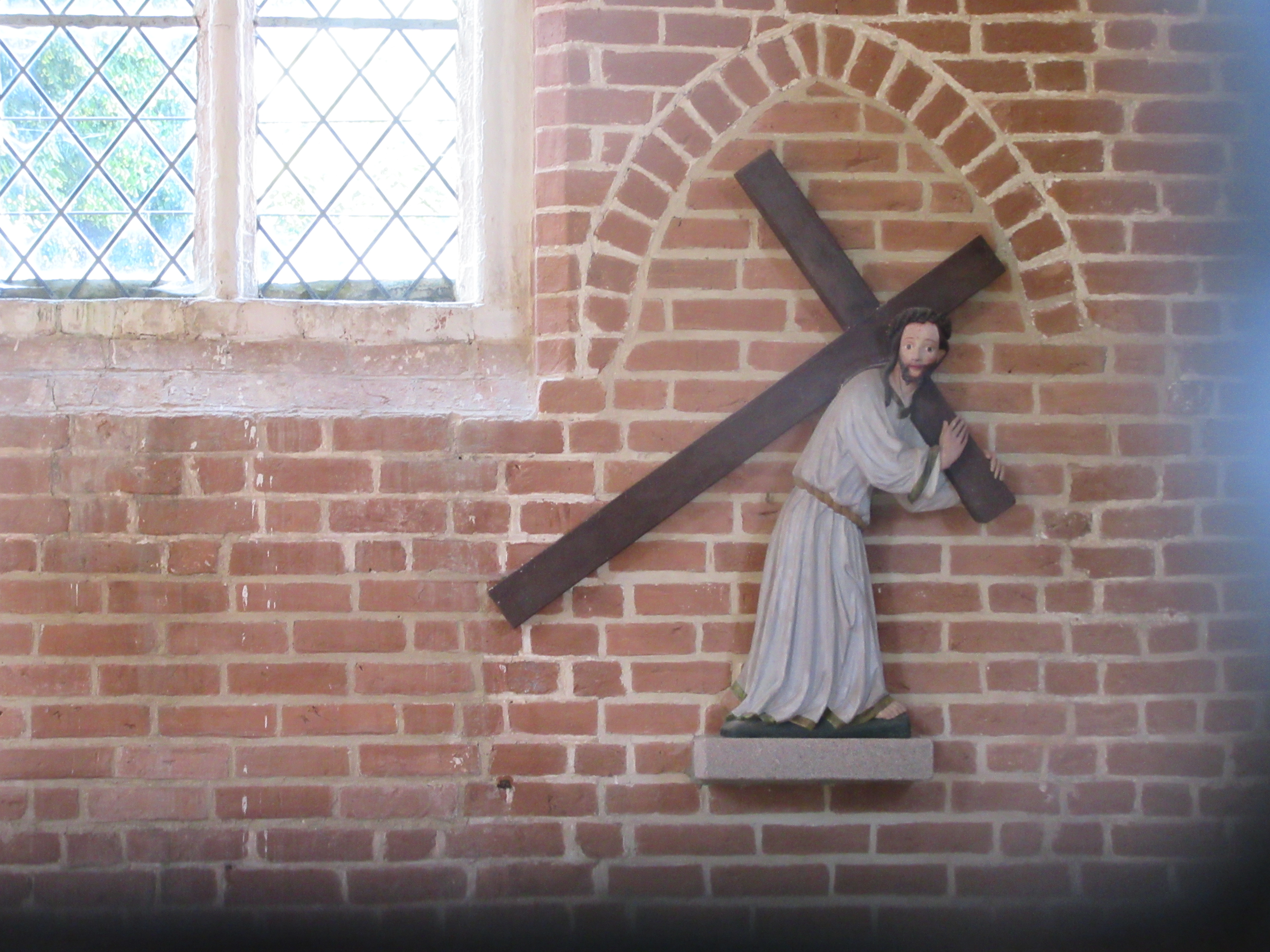
Kreuztragender Christus, 2016

Aus der ersten Hälfte des 15. Jahrhunderts stammt eine in der Sakristei stehende Skulptur, die den kreuztragenden Christus als eine große, ernste Figur darstellt und einst zu einer Figurengruppe gehörte. Die beiden Seitenfiguren Simon von Kyrene und ein Kriegsknecht werden in der Inventarliste von 1811 noch aufgeführt, wurden wohl wegen ihrer schlechten Ausführung entfernt.

#### Tauffünte
Das älteste Stück der Ausstattung ist die kelchförmige Granitfünte aus dem 13. Jahrhundert im Chor. Der Taufstein kam aus der Kirche in Kirch Grambow. Das zehneckige Becken wird von einem Schaft auf leicht abgeschrägtem Fuß getragen.
In der Festschrift zu 750 Jahre Retgendorf von 1991 ist zu lesen, dass die mittelalterliche Tauffünte aus Stein 1966 aus Wedendorf bei Rehna geholt wurde.
Doch soll die frühromanische Tauffünte heute als Pflanzenkübel in der Vorhalle des Schloss Wedendorf stehen. Vor 1990 stand sie westlich des Schlosses im Park, ursprünglich vor dem Eingang der ersten Kirche im benachbarten Kirchdorf Kirch Grambow.

#### Ehemalige Ausstattung
Im Mittelalterbestand von Altären, Altarfiguren und Einzelbildwerken des Staatlichen Museums Schwerins befinden sich noch zwei Einzelstücke aus der Retgendorfer Kirche von 1500 und 1535. Der 40 cm große aus Eichenholz um 1500 geschnitzte Christus im Elend wurde 1898 durch den Oberkirchenrat Schwerin an das Großherzogliche Museum überwiesen. Christus sitzt auf einem Felsen und auf dem Kopf eine im Zickzack geflochtene breite Krone. Der 45 cm große Schalmei blasende Engel wurde zwischen 1530 und 1535 aus Lindenholz geschnitzt. Es ist ein schwebender Engel, der mit der Linken die Schalmei an den Mund hält. Er trägt weltliche Kleidung und eine turbanähnliche exotische Kopfbedeckung, war einst mit Flügeln ausgestattet und auf einer Stange befestigt. Er gehörte wahrscheinlich in den Mittelschrein eines Altars mit der Darstellung von Christi Geburt und Anbetung.
Eine dritte, gegen Ende des 15. Jahrhunderts aus Eichenholz geschnitzte Madonna ging 1946 während der Auslagerung von Kunstgut aus dem Schweriner Schloss verloren. Es handelt sich um ein mit gekreuzten Beinen auf der linken Hand der Mutter sitzendes Kind, das 1899 vom Großherzoglichen Museum erworben wurde.

#### Grabsteine
Zwei ältere Grabsteine von 1578 und 1607 stehen vor der Wand in der Sakristei. An der Ostseite der mit dem Plessenschen Wappen und Helmzier der Familie von Plessen mit der Umschrift „ANNO DNI 1578 18 MAIJ STARFF SELICHLIGK MADALENA VAN PLESSEN DER SEELEN GOTT GNEDIG SIJ“. In den Ecken befinden sich die vier Evangelistensymbole.
Eine weitere Grabplatte mit acht abgetretenen Wappen und dadurch auch unleserlichen Inschriften werden einem Herrn von Sperling und dessen Gattin zugeordnet. Erkennbar ist das Datum 1607.
Eine Grabplatte für den Oberhofmarschall Bernhard Joachim von Bülow (geb. 8. Juli 1747, gest. 30. August 1826) von 1826 und seiner Gattin Charlotte Louise Caroline von Bülow (geb. von Oertzen) (geb. 17. April 1764, gest. 22. Februar 1833) von 1833 tragen Antiqua-Inschriften und die Wappenreliefs beider Familien. Am Turmeingang befinden zwei Grabplatten von 1850 und 1878 für Mitglieder der Familie von Schack.

#### Glocken
Um 1897 gab es in der Kirche noch drei Glocken, die heute nicht mehr vorhanden sind. Die größte 1482 gegossene Glocke hatte zwischen den einzelnen Worten statt der Punkte kleine Heiligenfiguren. Anno domini MCCCCLXXXII (1482) ante Galli. Da pacem Rex gloriae Christi. Osanna vocor. Die kleinste 1455 gegossene Glocke hatte zwischen den Buchstaben kleine Bildwerke, darunter waren zwei Heiligenbilder, zwei Antoniuskreuze und ein heiliger Bischof, Anno domini MCCCCLV. (1455)
Die dritte auch nicht mehr vorhandene Glocke wurde 1848 bei Peter Martin Hausbrandt in Wismar umgegossen.
Die einzige heute vorhandene Glocke wurde 1939 bei Schilling in Apolda gegossen.

#### Orgel
Die Orgel mit neugotischem Prospekt ist ein Werk vom Schweriner Orgelbauer Friedrich Friese III aus dem Jahr 1857. Das Schleifladen-Instrument hat sechs Register auf einem Manual. Das Pedal (C–c1) ist fest angehängt.
1960 erfolgten Reparaturen an der Orgel durch das Orgelbauerehepaar Nietschmann aus Schwerin.
| Manual C–c3 |           |     |
| 1.          | Bordun    | 16′ |
| 2.          | Principal | 8′  |
| 3.          | Gedackt   | 8′  |
| 4.          | Octave    | 4′  |
| 5.          | Flöte     | 4′  |
| 6.          | Octave    | 2′  |

## Pastoren
Namen und Jahreszahlen bezeichnen die nachweisbare Erwähnung als Pastor.
- erwähnt 1370 Herderus de Ukermunde
- 1534–1545 Jürgen Kampell (Kumpell), ein gelehrter Prediger, eines ehelichen Lebens als Pfarrherr in Retgendorf und Rubow
- 1572–1592 Georgius Stammer (Stamer)
- 1592–1617 Caspar Scheller
- 1637–1676 Daniel Reppenhagen aus Wismar
- 1676–1698 Jakob Leopoldi
- 1699–1704 Christian Stier aus Schwerin
- 1705–1743 Johann Jakob Gädike (Gätke) aus Kröpelin
- 1743–1747 Otto Friedrich Susemihl
- 1747–1759 Johann August Hermes
- 1759–1781 Christian Wilhelm Schmidt aus Schwerin
- 1782–1811 Josua Jakob Prosch aus der Schlosskirche zu Schwerin
- 1812–1848 Conrad Dietrich Friedrich Wiechel aus Schwerin
- 1848–1874 Hermann Johann Christian Friede aus Grevesmühlen
- 1874–1886 Eduard Rudolf August Ernst Meltzer aus Ribnitz[30]
- 1886–1886 Friedrich Julius Adolf Ernst Tarnow, Prädikant, dann Rektor in Sternberg und 1892 Pastor in Lohmen, 1915 Präpositus[31]
- 1887–1901 Ludwig August Saul aus Mühlen Eichsen
- 1901–1920 Paul Ludwig Wilhelm Sarnighausen aus Goldberg
- 1920–1922 Heinrich Daxer aus Pancsora in Süd-Ungarn, danach zweiter Pastor in St. Nikolai zu Wismar
- 1923–1930 Dr. phil. August Gerhard Krause als Hilfsprediger. danach Hauslehrer auf Schloss Serrahn
- 1930–1933 Joachim Fründt
- 1933–1938 Johannes Kretschmar
- 1938–1940 Wolfgang Runge aus Berlin, 1940 zur Wehrmacht eingezogen[32]
- 1940–1940 Max Fritz Schäfer aus Schwerin, vor 1939 Vikar im Dom zu Schwerin, am 4. April 1945 im Krieg gefallen.[33]
- 1951–1959 Friedrich Retsch
- 1959–1968 Gerhard Thomas
- 1970–1974 Matthias Burkhardt
- 2003 aktuell Matthias Staak aus Zittow

## Heutige Kirchengemeinde
Retgendorf mit seiner Kirche gehört zur Kirchengemeinde Zittow-Retgendorf mit den Ortsteilen Ahrensboek, Alt Schwerin, Brahlstorf, Buchholz mit Kirche, Cambs mit Kapelle, Flessenow, Holdorf, Karnin, Kleefeld, Langen Brütz mit Kirche, Leezen, Liessow, Neu Schlagsdorf, Panstorf, Rampe, Rubow, Tessin und Zittow mit Kirche. Seit 1974 war die ruhende Pfarrstelle in Retgendorf mit Zittow verbunden und wurde 2012 zur Kirchengemeinde Zittow-Retgendorf vereinigt.

### Gedruckte Quellen
- Mecklenburgisches Urkundenbuch (MUB)
- Mecklenburgische Jahrbücher (MJB)

### Ungedruckte Quellen
Landeshauptarchiv Schwerin (LHAS)
LHAS 5.12-3/1 Mecklenburg-Schwerinsches Ministerium des Innern.
- Nr. 769 Landgemeinde Retgendorf 1928–1945.
- Nr. 24291 Die gesetzliche Eigenschaft des vom Dorf Retgendorf nach dem Pfarrhofe Retgendorf genannt Rautenhof führenden Weges 1868, 1892–1905.

LHAS 5.12–7/1 Mecklenburg-Schwerinsches Ministerium für Unterricht, Kunst, geistliche und Medizinalangelegenheiten.
- Nr. 4290 Retgendorf bei Schwerin, Küster- und Schullehrerstelle 1743–1857.
- Nr. 7750 Stelleneinkommen der Pfarre zu Retgendorf 1906–1922.
- Nr. 8141 Emeritierung der Geistliche der Pfarre zu Retgendorf 1892–1899.

Landeskirchliches Archiv Schwerin (LKAS)
OKR Schwerin, Specialia, Abt. 3 Retgendorf
- 001 Patron über die Kirche zu Retgendorf und Buchholz 1851, 1868.
- 006 Juraten beider Kirche zu Retgendorf und Buchholz 1878–1942.
- 013 Erstattung eines von dem Prediger Prosch der Retgendorfer Kirche geleisteten Vorschusses 1812.
- 021 Ausgleich der Nachteile für Kirche, Pfarre und Küsterei zu Retgendorf durch die Verlegung der Retgendorfer Bauern nach Flessenow 1841–1845.
- 044 Kirchensteueranteile 1925–1952.
- 049/050 Bauten und Reparaturen an der Kirche und den geistlichen Gebäuden 1822–1952 – 1979.
- 094 Kirche mit Pfarr- und Küstergehöft zu Retgendorf 1822, 1825–1931.
- 22/5 Bauzeichnungen und Pläne kirchlicher Gebäude, 151 Retgendorf.
- 001 Herrichtung eines Unterrichtsraum in der Kirche zu Buchholz.

OKR Schwerin, Personalia und Examina.